# Юнацька збірна Анголи з футболу (U-17)
Юнацька збірна Анголи з футболу (U-17) — національна футбольна збірна Анголи, що складається із гравців віком до 17 років. Керівництво командою здійснює Ангольська федерація футболу.
Головним континентальним турніром для команди є Юнацький (U-17) чемпіонат Африки з футболу, успішний виступ на якому дозволяє отримати путівку на Чемпіонат світу (U-17). Також може брати участь у товариських і регіональних змаганнях. Протягом 1980-х років функціонувала у форматі U-16.

## Виступи на міжнародних турнірах

### Юнацький чемпіонат світу (U-16/17)
| Статистика чемпіонатів світу (U-17) | Статистика чемпіонатів світу (U-17) | Статистика чемпіонатів світу (U-17) | Статистика чемпіонатів світу (U-17) | Статистика чемпіонатів світу (U-17) | Статистика чемпіонатів світу (U-17) | Статистика чемпіонатів світу (U-17) | Статистика чемпіонатів світу (U-17) | Статистика чемпіонатів світу (U-17) | Статистика чемпіонатів світу (U-17) |
| Виступи: 1 / 19                     | Виступи: 1 / 19                     | Виступи: 1 / 19                     | Виступи: 1 / 19                     | Виступи: 1 / 19                     | Виступи: 1 / 19                     | Виступи: 1 / 19                     | Виступи: 1 / 19                     | Виступи: 1 / 19                     | Виступи: 1 / 19                     |
| Рік                                 | Раунд                               | Місце                               | І                                   | В                                   | Н                                   | П                                   | Г+                                  | Г-                                  | РГ                                  |
| ----------------------------------- | ----------------------------------- | ----------------------------------- | ----------------------------------- | ----------------------------------- | ----------------------------------- | ----------------------------------- | ----------------------------------- | ----------------------------------- | ----------------------------------- |
| 1985                                | відмовилися від участі              | відмовилися від участі              | відмовилися від участі              | відмовилися від участі              | відмовилися від участі              | відмовилися від участі              | відмовилися від участі              | відмовилися від участі              | відмовилися від участі              |
| 1987                                | відмовилися від участі              | відмовилися від участі              | відмовилися від участі              | відмовилися від участі              | відмовилися від участі              | відмовилися від участі              | відмовилися від участі              | відмовилися від участі              | відмовилися від участі              |
| 1989                                | знялася                             | знялася                             | знялася                             | знялася                             | знялася                             | знялася                             | знялася                             | знялася                             | знялася                             |
| 1991                                | відмовилися від участі              | відмовилися від участі              | відмовилися від участі              | відмовилися від участі              | відмовилися від участі              | відмовилися від участі              | відмовилися від участі              | відмовилися від участі              | відмовилися від участі              |
| 1993                                | відмовилися від участі              | відмовилися від участі              | відмовилися від участі              | відмовилися від участі              | відмовилися від участі              | відмовилися від участі              | відмовилися від участі              | відмовилися від участі              | відмовилися від участі              |
| 1995                                | не кваліфікувалася                  | не кваліфікувалася                  | не кваліфікувалася                  | не кваліфікувалася                  | не кваліфікувалася                  | не кваліфікувалася                  | не кваліфікувалася                  | не кваліфікувалася                  | не кваліфікувалася                  |
| 1997                                | не кваліфікувалася                  | не кваліфікувалася                  | не кваліфікувалася                  | не кваліфікувалася                  | не кваліфікувалася                  | не кваліфікувалася                  | не кваліфікувалася                  | не кваліфікувалася                  | не кваліфікувалася                  |
| 1999                                | не кваліфікувалася                  | не кваліфікувалася                  | не кваліфікувалася                  | не кваліфікувалася                  | не кваліфікувалася                  | не кваліфікувалася                  | не кваліфікувалася                  | не кваліфікувалася                  | не кваліфікувалася                  |
| 2001                                | не кваліфікувалася                  | не кваліфікувалася                  | не кваліфікувалася                  | не кваліфікувалася                  | не кваліфікувалася                  | не кваліфікувалася                  | не кваліфікувалася                  | не кваліфікувалася                  | не кваліфікувалася                  |
| 2003                                | не кваліфікувалася                  | не кваліфікувалася                  | не кваліфікувалася                  | не кваліфікувалася                  | не кваліфікувалася                  | не кваліфікувалася                  | не кваліфікувалася                  | не кваліфікувалася                  | не кваліфікувалася                  |
| 2005                                | не кваліфікувалася                  | не кваліфікувалася                  | не кваліфікувалася                  | не кваліфікувалася                  | не кваліфікувалася                  | не кваліфікувалася                  | не кваліфікувалася                  | не кваліфікувалася                  | не кваліфікувалася                  |
| 2007                                | не кваліфікувалася                  | не кваліфікувалася                  | не кваліфікувалася                  | не кваліфікувалася                  | не кваліфікувалася                  | не кваліфікувалася                  | не кваліфікувалася                  | не кваліфікувалася                  | не кваліфікувалася                  |
| 2009                                | не кваліфікувалася                  | не кваліфікувалася                  | не кваліфікувалася                  | не кваліфікувалася                  | не кваліфікувалася                  | не кваліфікувалася                  | не кваліфікувалася                  | не кваліфікувалася                  | не кваліфікувалася                  |
| 2011                                | не кваліфікувалася                  | не кваліфікувалася                  | не кваліфікувалася                  | не кваліфікувалася                  | не кваліфікувалася                  | не кваліфікувалася                  | не кваліфікувалася                  | не кваліфікувалася                  | не кваліфікувалася                  |
| 2013                                | не кваліфікувалася                  | не кваліфікувалася                  | не кваліфікувалася                  | не кваліфікувалася                  | не кваліфікувалася                  | не кваліфікувалася                  | не кваліфікувалася                  | не кваліфікувалася                  | не кваліфікувалася                  |
| 2015                                | не кваліфікувалася                  | не кваліфікувалася                  | не кваліфікувалася                  | не кваліфікувалася                  | не кваліфікувалася                  | не кваліфікувалася                  | не кваліфікувалася                  | не кваліфікувалася                  | не кваліфікувалася                  |
| 2017                                | не кваліфікувалася                  | не кваліфікувалася                  | не кваліфікувалася                  | не кваліфікувалася                  | не кваліфікувалася                  | не кваліфікувалася                  | не кваліфікувалася                  | не кваліфікувалася                  | не кваліфікувалася                  |
| 2019                                | 1/8 фіналу                          | 16-е                                | 4                                   | 2                                   | 0                                   | 2                                   | 10                                  | 8                                   | 6                                   |
| 2021                                | не визначено                        | не визначено                        | не визначено                        | не визначено                        | не визначено                        | не визначено                        | не визначено                        | не визначено                        | не визначено                        |
| Усього                              | 1/8 фіналу                          | -                                   | 4                                   | 2                                   | 0                                   | 2                                   | 10                                  | 8                                   | 6                                   |

### Відбіркові турніри на чемпіонат світу
| Статистика відборів на чемпіонати світу (U-17) | Статистика відборів на чемпіонати світу (U-17) | Статистика відборів на чемпіонати світу (U-17) | Статистика відборів на чемпіонати світу (U-17) | Статистика відборів на чемпіонати світу (U-17) | Статистика відборів на чемпіонати світу (U-17) | Статистика відборів на чемпіонати світу (U-17) | Статистика відборів на чемпіонати світу (U-17) | Статистика відборів на чемпіонати світу (U-17) | Статистика відборів на чемпіонати світу (U-17) |
| Виступи: 0 / 5                                 | Виступи: 0 / 5                                 | Виступи: 0 / 5                                 | Виступи: 0 / 5                                 | Виступи: 0 / 5                                 | Виступи: 0 / 5                                 | Виступи: 0 / 5                                 | Виступи: 0 / 5                                 | Виступи: 0 / 5                                 | Виступи: 0 / 5                                 |
| Рік                                            | Раунд                                          | Місце                                          | І                                              | В                                              | Н                                              | П                                              | Г+                                             | Г-                                             | РГ                                             |
| ---------------------------------------------- | ---------------------------------------------- | ---------------------------------------------- | ---------------------------------------------- | ---------------------------------------------- | ---------------------------------------------- | ---------------------------------------------- | ---------------------------------------------- | ---------------------------------------------- | ---------------------------------------------- |
| 1985                                           | відмовилися від участі                         | відмовилися від участі                         | відмовилися від участі                         | відмовилися від участі                         | відмовилися від участі                         | відмовилися від участі                         | відмовилися від участі                         | відмовилися від участі                         | відмовилися від участі                         |
| 1987                                           | відмовилися від участі                         | відмовилися від участі                         | відмовилися від участі                         | відмовилися від участі                         | відмовилися від участі                         | відмовилися від участі                         | відмовилися від участі                         | відмовилися від участі                         | відмовилися від участі                         |
| 1989                                           | знялася                                        | знялася                                        | знялася                                        | знялася                                        | знялася                                        | знялася                                        | знялася                                        | знялася                                        | знялася                                        |
| 1991                                           | відмовилися від участі                         | відмовилися від участі                         | відмовилися від участі                         | відмовилися від участі                         | відмовилися від участі                         | відмовилися від участі                         | відмовилися від участі                         | відмовилися від участі                         | відмовилися від участі                         |
| 1993                                           | відмовилися від участі                         | відмовилися від участі                         | відмовилися від участі                         | відмовилися від участі                         | відмовилися від участі                         | відмовилися від участі                         | відмовилися від участі                         | відмовилися від участі                         | відмовилися від участі                         |
| Усього                                         | -                                              | -                                              |                                                |                                                |                                                |                                                |                                                |                                                |                                                |

### Юнацький чемпіонат Африки
| Відбір на юнацький чемпіонат Африки | Відбір на юнацький чемпіонат Африки | Відбір на юнацький чемпіонат Африки | Відбір на юнацький чемпіонат Африки | Відбір на юнацький чемпіонат Африки | Відбір на юнацький чемпіонат Африки | Відбір на юнацький чемпіонат Африки |        | Юнацький (U-17) чемпіонат Африки | Юнацький (U-17) чемпіонат Африки | Юнацький (U-17) чемпіонат Африки | Юнацький (U-17) чемпіонат Африки | Юнацький (U-17) чемпіонат Африки | Юнацький (U-17) чемпіонат Африки | Юнацький (U-17) чемпіонат Африки | Юнацький (U-17) чемпіонат Африки | Юнацький (U-17) чемпіонат Африки |
| Виступи: 3 / 12                     | Виступи: 3 / 12                     | Виступи: 3 / 12                     | Виступи: 3 / 12                     | Виступи: 3 / 12                     | Виступи: 3 / 12                     | Виступи: 3 / 12                     |        |                                  |                                  |                                  |                                  |                                  |                                  |                                  |                                  |                                  |
| І                                   | В                                   | Н                                   | П                                   | Г+                                  | Г-                                  | РГ                                  | Рік    | Раунд                            | І                                | В                                | Н                                | П                                | Г+                               | Г-                               | РГ                               |                                  |
| ----------------------------------- | ----------------------------------- | ----------------------------------- | ----------------------------------- | ----------------------------------- | ----------------------------------- | ----------------------------------- | ------ | -------------------------------- | -------------------------------- | -------------------------------- | -------------------------------- | -------------------------------- | -------------------------------- | -------------------------------- | -------------------------------- | -------------------------------- |
| 2                                   | 0                                   | 0                                   | 2                                   | 1                                   | 5                                   | -4                                  | 1995   | не кваліфікувалася               | не кваліфікувалася               | не кваліфікувалася               | не кваліфікувалася               | не кваліфікувалася               | не кваліфікувалася               | не кваліфікувалася               | не кваліфікувалася               |                                  |
| 3                                   | 2                                   | 1                                   | 0                                   | 5                                   | 1                                   | +4                                  | 1997   | груповий етап                    | 3                                | 1                                | 1                                | 1                                | 7                                | 6                                | +1                               |                                  |
| 4                                   | 2                                   | 2                                   | 0                                   | 5                                   | 2                                   | +3                                  | 1999   | груповий етап                    | 3                                | 1                                | 0                                | 2                                | 2                                | 5                                | -3                               |                                  |
| 2                                   | 0                                   | 1                                   | 1                                   | 2                                   | 3                                   | -1                                  | 2001   | не кваліфікувалася               | не кваліфікувалася               | не кваліфікувалася               | не кваліфікувалася               | не кваліфікувалася               | не кваліфікувалася               | не кваліфікувалася               | не кваліфікувалася               |                                  |
| 4                                   | 3                                   | 0                                   | 1                                   | 14                                  | 5                                   | +9                                  | 2003   | не кваліфікувалася               | не кваліфікувалася               | не кваліфікувалася               | не кваліфікувалася               | не кваліфікувалася               | не кваліфікувалася               | не кваліфікувалася               | не кваліфікувалася               |                                  |
| 2                                   | 0                                   | 0                                   | 2                                   | 1                                   | 6                                   | -5                                  | 2005   | не кваліфікувалася               | не кваліфікувалася               | не кваліфікувалася               | не кваліфікувалася               | не кваліфікувалася               | не кваліфікувалася               | не кваліфікувалася               | не кваліфікувалася               |                                  |
| 2                                   | 0                                   | 1                                   | 1                                   | 1                                   | 5                                   | -4                                  | 2007   | не кваліфікувалася               | не кваліфікувалася               | не кваліфікувалася               | не кваліфікувалася               | не кваліфікувалася               | не кваліфікувалася               | не кваліфікувалася               | не кваліфікувалася               |                                  |
| 4                                   | 2                                   | 0                                   | 2                                   | 6                                   | 5                                   | +1                                  | 2009   | не кваліфікувалася               | не кваліфікувалася               | не кваліфікувалася               | не кваліфікувалася               | не кваліфікувалася               | не кваліфікувалася               | не кваліфікувалася               | не кваліфікувалася               |                                  |
| 2                                   | 0                                   | 1                                   | 1                                   | 2                                   | 5                                   | -3                                  | 2011   | не кваліфікувалася               | не кваліфікувалася               | не кваліфікувалася               | не кваліфікувалася               | не кваліфікувалася               | не кваліфікувалася               | не кваліфікувалася               | не кваліфікувалася               |                                  |
| 2                                   | 1                                   | 0                                   | 1                                   | 4                                   | 5                                   | -1                                  | 2013   | не кваліфікувалася               | не кваліфікувалася               | не кваліфікувалася               | не кваліфікувалася               | не кваліфікувалася               | не кваліфікувалася               | не кваліфікувалася               | не кваліфікувалася               |                                  |
| 4                                   | 1                                   | 1                                   | 2                                   | 4                                   | 6                                   | -2                                  | 2015   | не кваліфікувалася               | не кваліфікувалася               | не кваліфікувалася               | не кваліфікувалася               | не кваліфікувалася               | не кваліфікувалася               | не кваліфікувалася               | не кваліфікувалася               |                                  |
| 4                                   | 4                                   | 0                                   | 0                                   | 11                                  | 0                                   | +11                                 | 2017   | груповий етап                    | 3                                | 0                                | 1                                | 2                                | 4                                | 10                               | -6                               |                                  |
| 5                                   | 5                                   | 0                                   | 0                                   | 15                                  | 1                                   | +14                                 | 2019   | третє місце                      | 5                                | 3                                | 0                                | 2                                | 7                                | 5                                | 12                               |                                  |
| 40                                  | 20                                  | 7                                   | 13                                  | 71                                  | 49                                  | +22                                 | Усього | Усього                           | 14                               | 7                                | 7                                | 17                               | 13                               | 21                               | -8                               |                                  |